# Вуша (притока Няріса)
Вуша — річка в Білорусі у Воложинському й Молодечненському районах Мінської області. Ліва притока річки Вілія (басейн Німану).

## Опис
Довжина річки 75 км, похил річки 2,2 %, площа басейну водозбору 780 км², середньорічний стік 6,01 м³/с. Формується притоками, безіменними струмками та загатами.

## Розташування
Бере початок на північно-західній стороні від села Будровщини. Тече переважно на північний захід і на північно-західній стороні від села Шикове впадає в річку Няріс, праву притоку річки Німану.
Населені пункти вздовж берегової смуги: Уша, Дуброва, Молодечно.